# Томас Уилис
Томас Уилис (на английски: Thomas Willis) е английски лекар и е считан за един от основателите на анатомията на нервната система. Заедно със свои колеги открива по-късно наречения така Вилизиев артериален кръг в човешкото тяло (Circulus arteriosus cerebri) за осигуряване притока на кръв към мозъка. Умира от пневмония.
През 1664 г. е издадена най-съществената му творба – „Cerebri anatome“. Представлява детайлно описание на мозъка и нервите при човека. Илюстрациите са направени от английския геометрик Кристофър Рен.
Уилис създава понятието рефлекс. Също така той извършва все още използваната номерация на нервите на мозъка. Други по-важни структури, които Уилис описва, са Corpus striatum, таламус, Варолиев мост и Corpus mamillare.

## Творби
- Cerebri anatome: cui accessit nervorum descriptio et usus (1664)
- Pathologiae Cerebri et Nervosi Generis Specimen (1667)
- De Anima Brutorum (1672)